# Аланія (національний парк)
42°54′00″ пн. ш. 43°44′00″ сх. д. / 42.90000001° пн. ш. 43.73333334° сх. д.
Національний парк Аланія (рос. Национальный парк «Ала́ния») - сильно зледеніла гірська ділянка північного схилу гір Центрального Кавказу. Охоплює південну третину Ірафського району Республіки Північна Осетія-Аланія. Парк був створений з подвійною метою - служити екологічним притулком - він має дуже високий рівень біорізноманіття та вразливі види, що майже зникли козел кавказький - а також територія з ,багатою культурною спадщиною та потенціалом для рекреаційного туризму . На території парку розташовані археологічні руїни декількох минулих цивілізацій, серед яких кобанська культура бронзової доби (1200–300 рр. до Р.Х.) та алани (100 р. до Р.Х. - 1234 р. по Р. Х.). Саме від аланів в кінцевому підсумку походить назва "Аланія". Оскільки перепад висоти у парку може сягати майже 4000 метрів по вертикалі на дуже короткій відстані, схили та долини мають сильне «висотне зонування». Ці кліматичні пояси змінюються від альпійських льодовиків у високогір'ях на півдні, до степових луків на півночі.

## Топографія

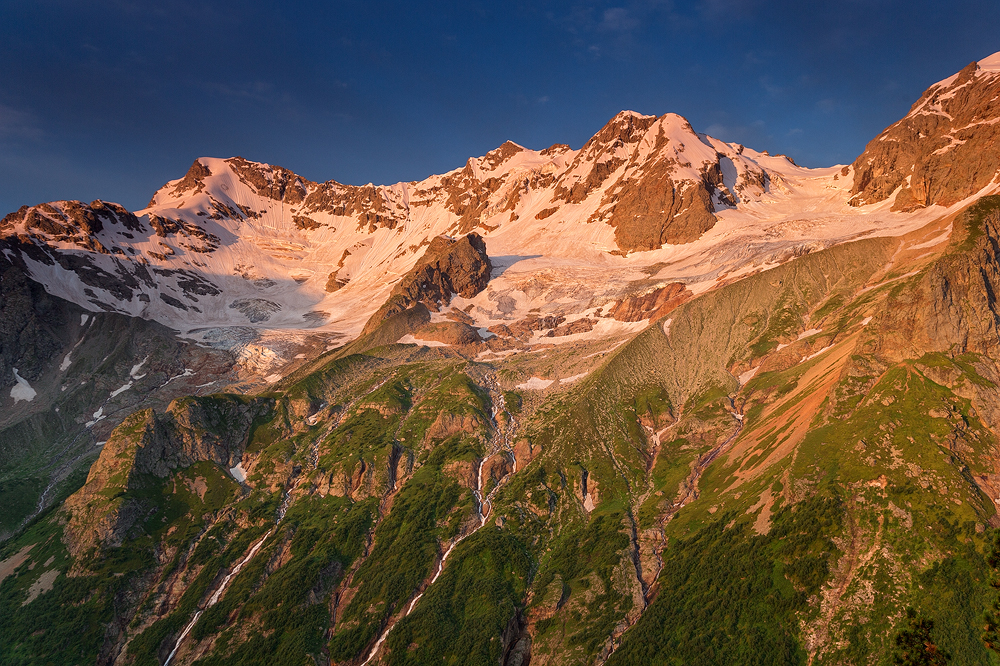
Водоспад Три Сестри

Парк розташований у Центрі Кавказу, приблизно на відстані дві третини між Чорним на заході та Каспійським морем на сході. Південна межа парку, на високогір'ї, проходить уздовж кордону з Республікою Грузія. На заході межує із Кабардино-Балкарським високогірним заповідником, на сході - Північно-Осетинським заповідником.
Висоти коливаються від 4646 м на горі Уїлпата,(15 243 футів), до 800 метрів у долині річки Урух. Більша частина ґрунтового покриву - льодовики, скелі та осипи на високогір'ї. Сучасне зледеніння становить приблизно 80 км². На середніх висотах приблизно 20% парку займають ліси. На низькогір'ї та у долинах на півночі — луки та рідколісся.
У парку понад 70 річок і струмків, що в основному живляться льодовиками. Декілька невеликих озер (Микелай, Гуларські, Бартуйське, Мадзаскацад тощо), що також живляться льодовиками та сніговим стоком. 45 озер загалом мають площу всього 11 га, тоді як 5 альпійських боліт — 103 га. Головний і боковий хребет складаються з гранітів, гнейсів та сланців, з молодшими осадовими скелями, зібраними у великі віялоподібні складки. У високогірних долинах, водоспадах та лісових галявинах на терасах є мінеральні джерела. Льодовики: є Масота, Тана, Каруаугомський, Сонгуті, Барт, Фастагстете і Тасмазовський.
Основна річкова долина що прямує через парк - Урух, що живиться Караугомським льодовиком та численними льодовиковими притоками. Караугомський льодовик завдовжки - 1,3 км, площа сточища - 26,6 км. Витоки льодовика знаходяться на висоті 3,440 м, нижня точка льодовика — 1610 м над рівнем моря.

## Клімат та екорегіон
Клімат регіону вологий континентальний, (Dfa за кліматичною шкалою Кеппена). регіон має довгі сніжні зими та коротке прохолодне літо.
- Середня температура січня: −5 ° C
- Середня температура липня: +24 ° C
- Середньорічна кількість опадів: 400–700 мм на рівнинах; понад 1000 мм у горах.[3]

Аланія знаходиться в екорегіоні Кавказьких мішаних лісів, який Світова федерація дикої природи описує як "один з найбільш біологічно багатих і культурно різноманітних регіонів на Землі". Місцевість знаходиться на біологічному перехресті. На Кавказі зустрічаються види з Європи, Азії, Близького Сходу та Північної Африки.

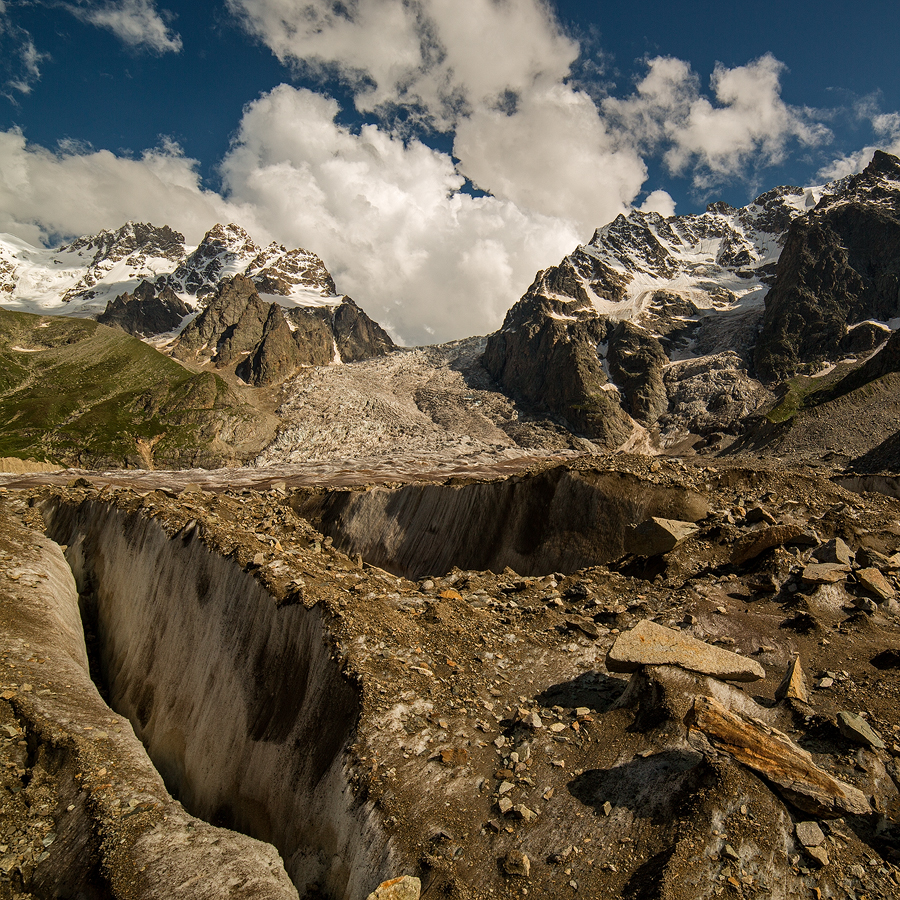
Караугомський льодовик, біля льодового поля
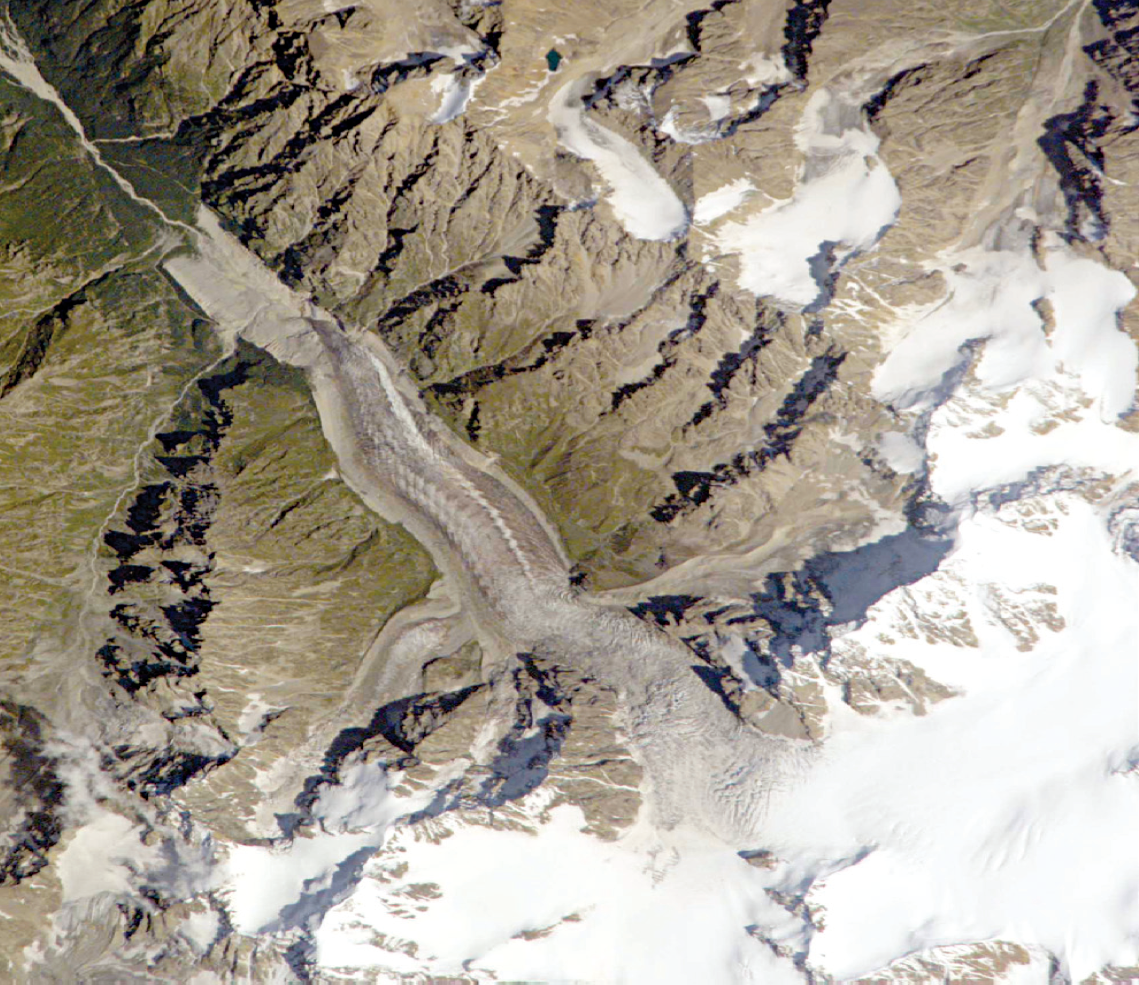
Караугомський льодовик із супутника, 2002

## Рослини
Високогір'я, з висотами понад 1800 метрів, мають альпійський та субальпійський характер. Середньогір'я займають ліси: сосна, рододендрон, жовта береза, ялівець та шипшина. Низькогір'я та північні долини - луки та річкові рівнинні рослинні угруповання. У парку визначено понад 1000 видів рослин, 200 з яких ендемічні для Кавказу.
У верхів'ях долини річки Урух, на висоті 2400 м, знаходиться болото Чифандзар, площею приблизно 3 га, де з рослин переважають сфагнум, осока та північні квіти, такі як золотистий лютик. При глибині 3 метри, науковці вважають, що Чифандзару 5000 років.

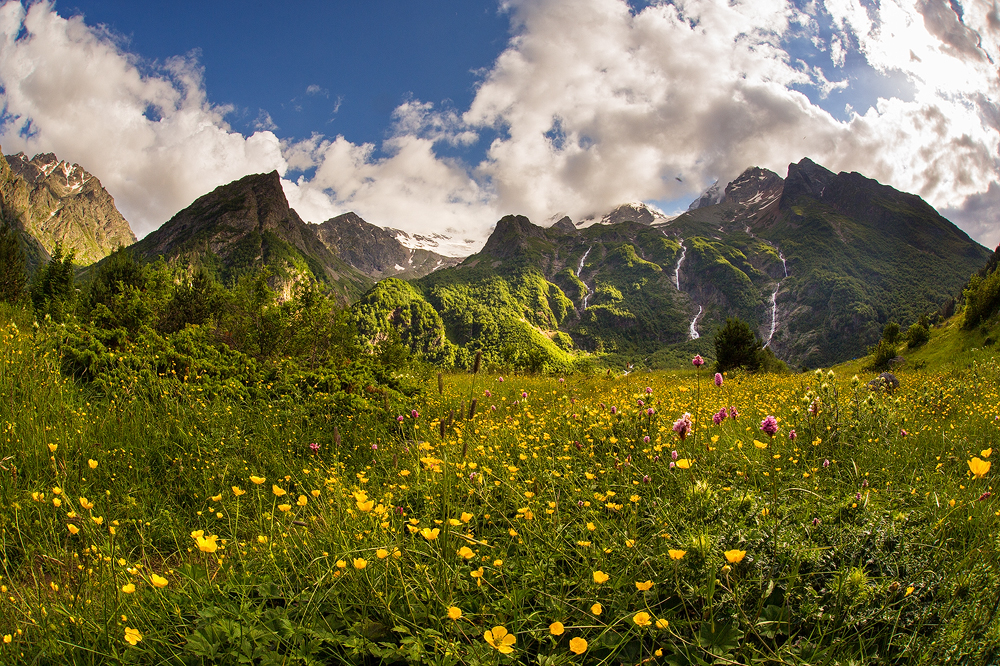
Альпійські луки, Аланське високогір'я
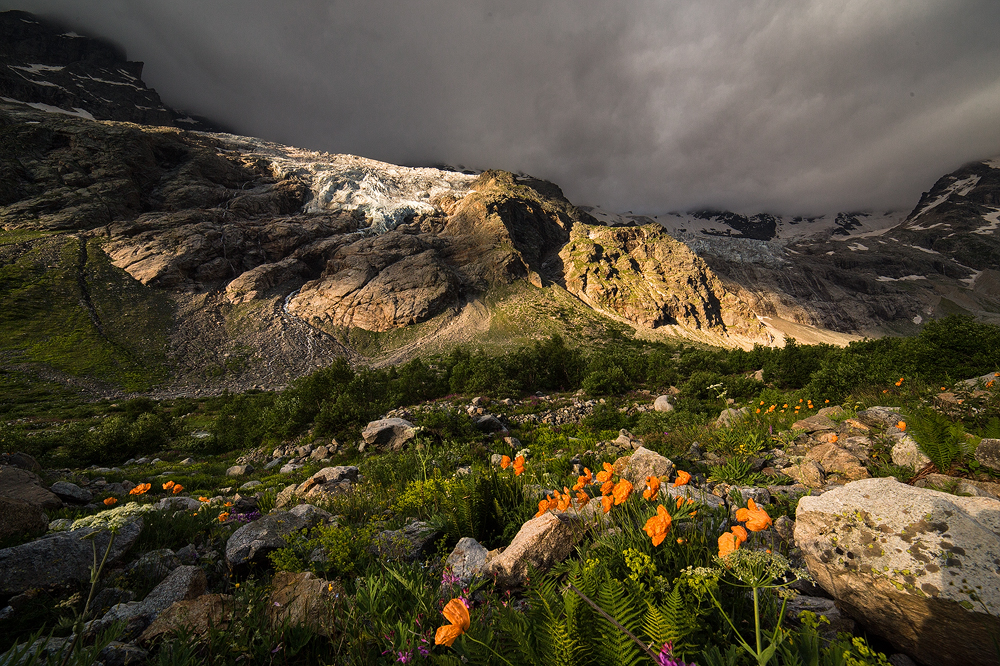
Ранок в ущелині Танадоне
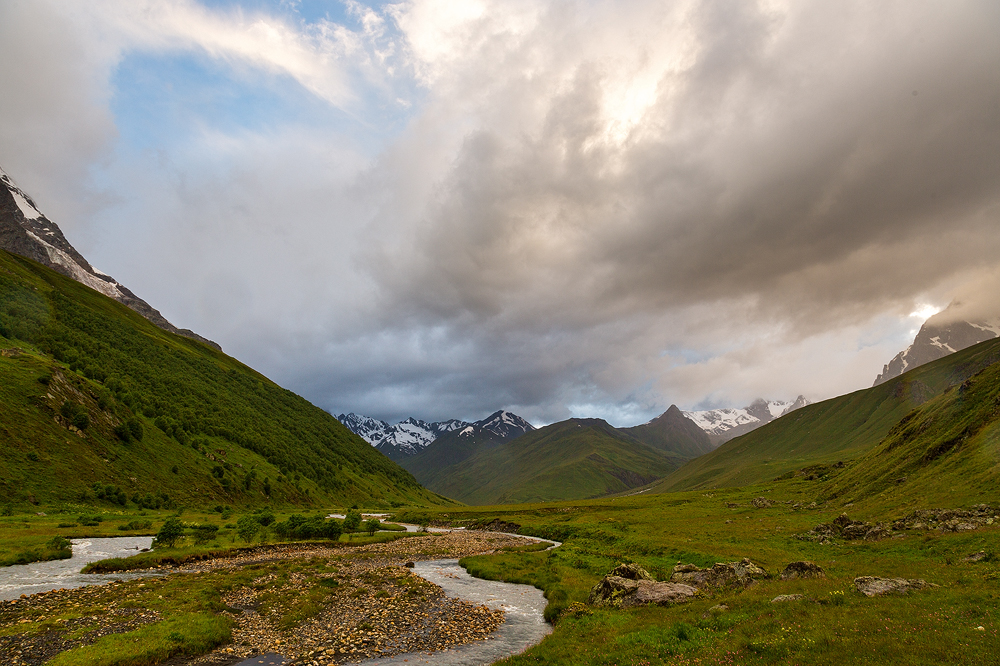
болото Чифандзар

## Тварини
Ссавці парку - типові для лісистих районів північного схилу Кавказу, 34 види — вовк, шакал, козиця звичайна, рись і лисиця, козел кавказький.

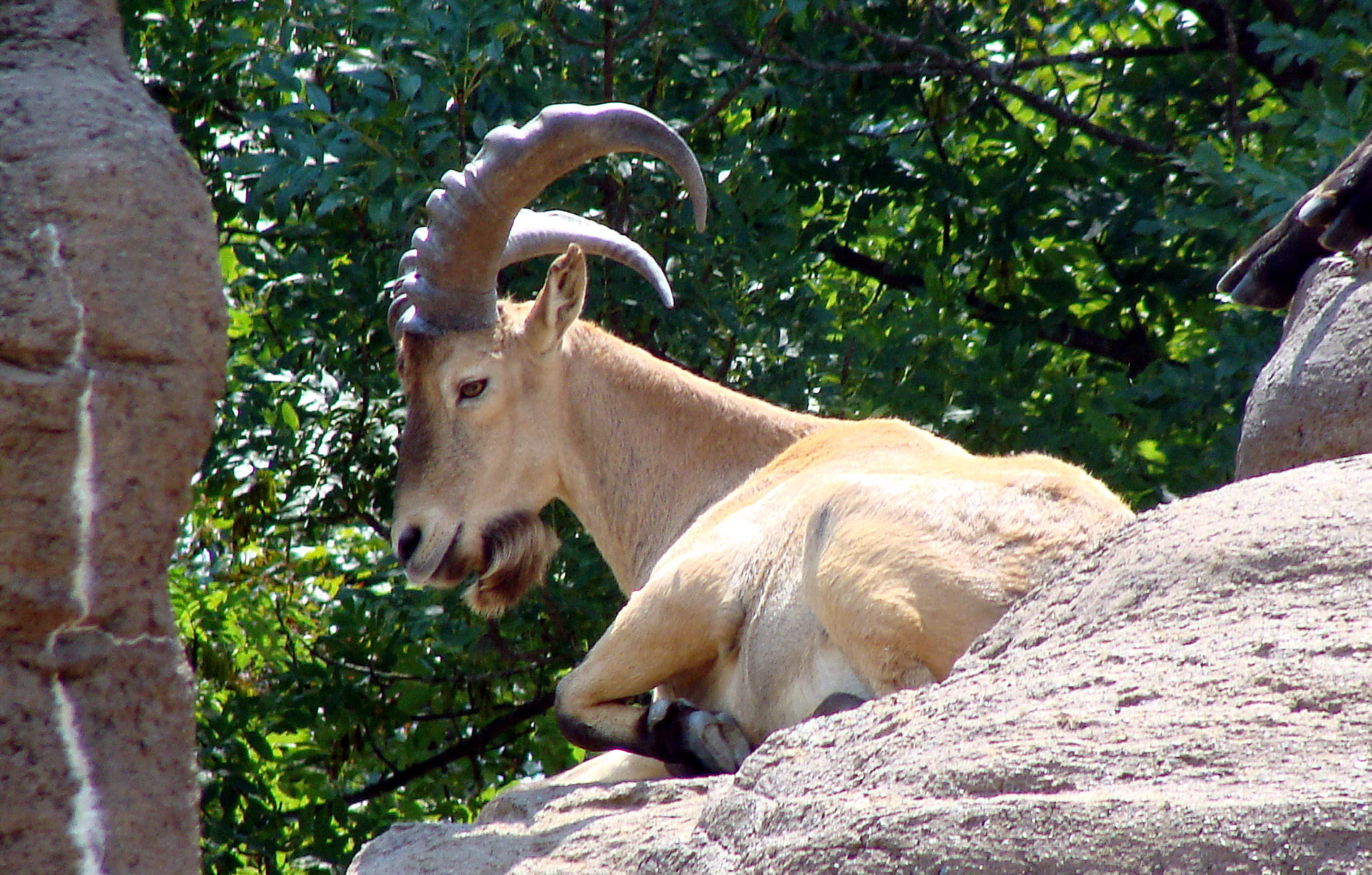
Козел кавказький
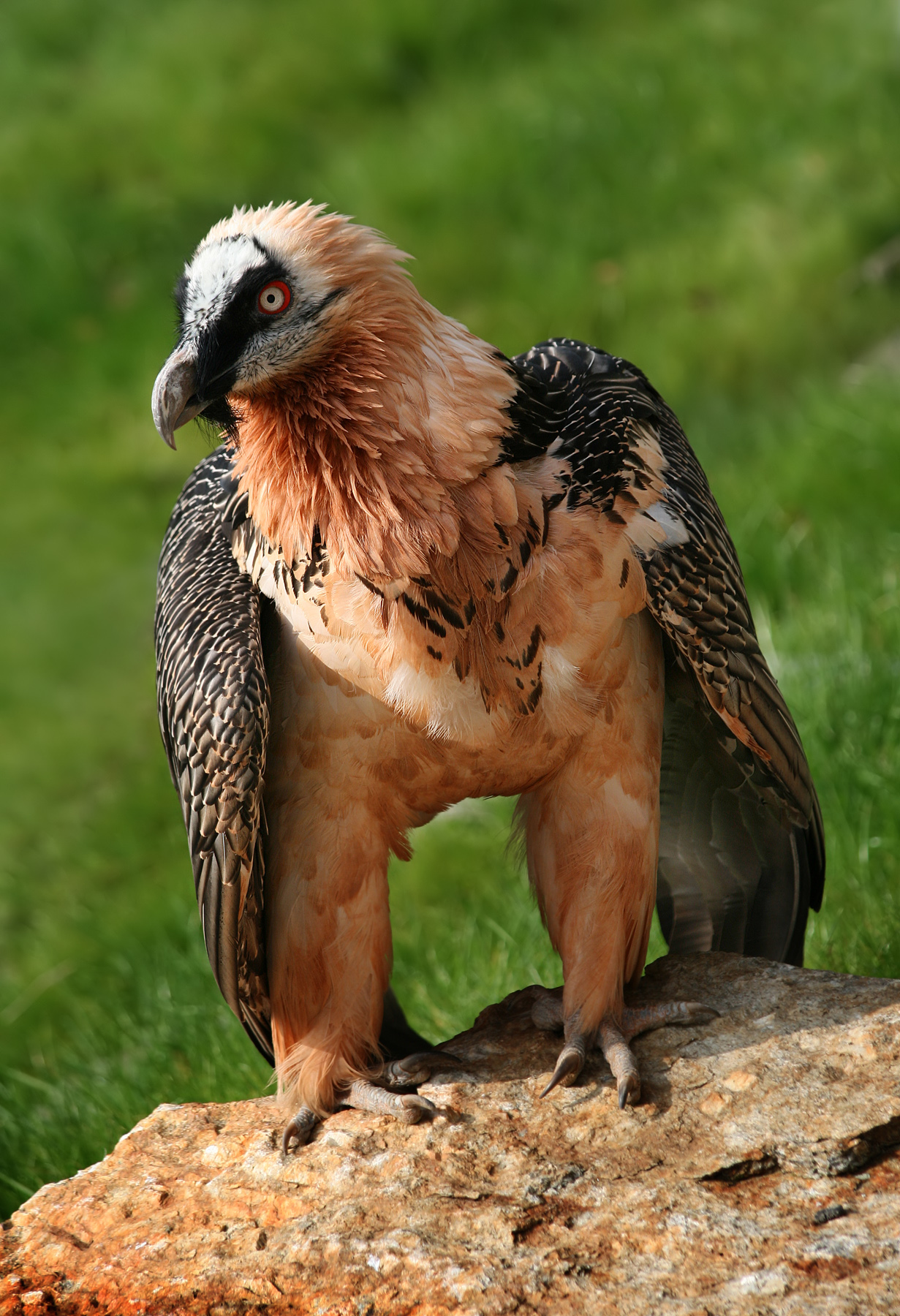
Ягнятник

У парку зустрічається 116 видів птахів, з них 42 видів - гніздуються. Серед рідкісних — ягнятник та кавказький тетерев.
Єдина риба, що зустрічається в потоках Аланії, - пструг. З п'яти відомих плазунів у парку, рідкісна — степова гадюка. Серед грибів варто відзначити Rubroboletus satanas — діаметр шляпки якого може досягати 12 дюймів.